# Biłar Kabałojew
Biłar Jemazajewicz Kabałojew (ros. Била́р Емаза́евич Кабало́ев, ur. 24 listopada 1917 we wsi Staryj Lesken w obwodzie terskim, zm. 1 kwietnia 2009 we Władykaukazie) – radziecki działacz państwowy i partyjny narodowości osetyjskiej.

## Życiorys
Skończył szkołę pedagogiczną w Nalczyku i Wydział Historyczny Moskiewskiego Instytutu Pedagogicznego, po czym w 1939 został wykładowcą Kabardo-Bałkarskiego Instytutu Pedagogicznego. Od 1940 w WKP(b), sekretarz komitetu WKP(b) Kabardo-Bałkarskiego Instytutu Pedagogicznego, 1942-1943 lektor Kabardo-Bałkarskiego i Północnoosetyjskiego Komitetu Obwodowego WKP(b), 1943-1944 zastępca kierownika Wydziału Propagandy i Agitacji Kabardo-Bałkarskiego Komitetu Obwodowego WKP(b). Od sierpnia 1944 do listopada 1951 był I sekretarzem Kabardyjskiego Komitetu Obwodowego Komsomołu, 1948 ukończył Zaoczny Wydział Wyższej Szkoły Partyjnej przy KC WKP(b), 1951-1952 pełnił funkcję sekretarza Kabardyjskiego Komitetu Obwodowego WKP(b), a od 1952 do sierpnia 1961 sekretarza Północnoosetyjskiego Komitetu Obwodowego WKP(b)/KPZR. Od 5 sierpnia 1961 do 15 stycznia 1982 I sekretarz Północnoosetyjskiego Komitetu Obwodowego KPZR, od 31 października 1961 do 29 marca 1966 członek Centralnej Komisji Rewizyjnej KPZR, od 8 kwietnia 1966 do 25 lutego 1986 zastępca członka KC KPZR, od stycznia 1982 do 1987 konsul generalny ZSRR w Mongolii, następnie na emeryturze. Deputowany do Rady Najwyższej ZSRR od 6 do 10 kadencji.

## Odznaczenia
- Order Lenina (dwukrotnie)
- Order Rewolucji Październikowej
- Order Czerwonego Sztandaru Pracy (trzykrotnie)
- Order „Znak Honoru”
- Order Gwiazdy Polarnej (Mongolia)